# Station Langå
Station Langå is een station in Langå, Denemarken en ligt aan de lijnen Århus - Aalborg en Langå - Struer. Voorheen lag het ook aan de lijn Langå - Bramming.